# O'Rourke (famiglia)
Gli O'Rourke sono un gruppo di famiglie (clan) irlandesi di origine gaelica, prominenti soprattutto nella contea di Leitrim. La famiglia è di origine reale, in quanto fornì i re di Breifne, e successivamente di Breifne Occidentale, fino al XVII secolo.

## Storia
Le origini della famiglia O’Rourke si fanno risalire alla setta degli Uí Briúin, cioè i discendenti di Brion, figlio di Eochaid Mugmedon e fratellastro di Niall Noigiallach. Brion visse nel V secolo d. C., all'epoca della cristianizzazione dell'Irlanda. Un discendente di Brion, nella 17ª generazione, era Ruarc o Ruadharc, un nome derivato dal germanico Hrothrekr ("famoso sovrano", forma moderna Roderich), principe di Breifne Occidentale. O’Rourke è un'anglicizzazione dell'irlandese Ó Ruairc e significa "nipote / discendente di Ruarc". I discendenti si chiamarono O’Rourke. Un nipote di questo Ruarc, di nome Feargal divenne Re di Connaught († 967). Un suo discendente era Tiernan O'Rourke, Principe di Breifne Occidentale, che nella storia irlandese passò alla storia attraverso la faida con Diarmuid Mac Murchadha Caomhánach, re di Leinster.
Nel XVI secolo, alcuni membri della famiglia emigrarono, prima in Francia e in Scozia e successivamente nella regione baltica. La famiglia dei conti baltici si diffuse poi in Polonia, Russia ed Estonia e fu al servizio dell'esercito imperiale russo.
Il clan O'Rourke è strettamente imparentato con il clan O'Reilly, dal quale lo divide un'accesa rivalità per il possesso del titolo di "Principe di Breifne".
Una nota discendente del clan è la contessa di dubbia reputazione Maria Tarnowska (1877–1949), nata Maria Nikolaevna O'Rourke (in russo Мария Николаевна О’Рурк). Ha acquisito notorietà internazionale per aver istigato l'omicidio di uno dei suoi amanti. Il suo processo a Venezia del 1910 attirarono l'attenzione dei media da entrambe le sponde dell'Atlantico.